# Friedrich Weise

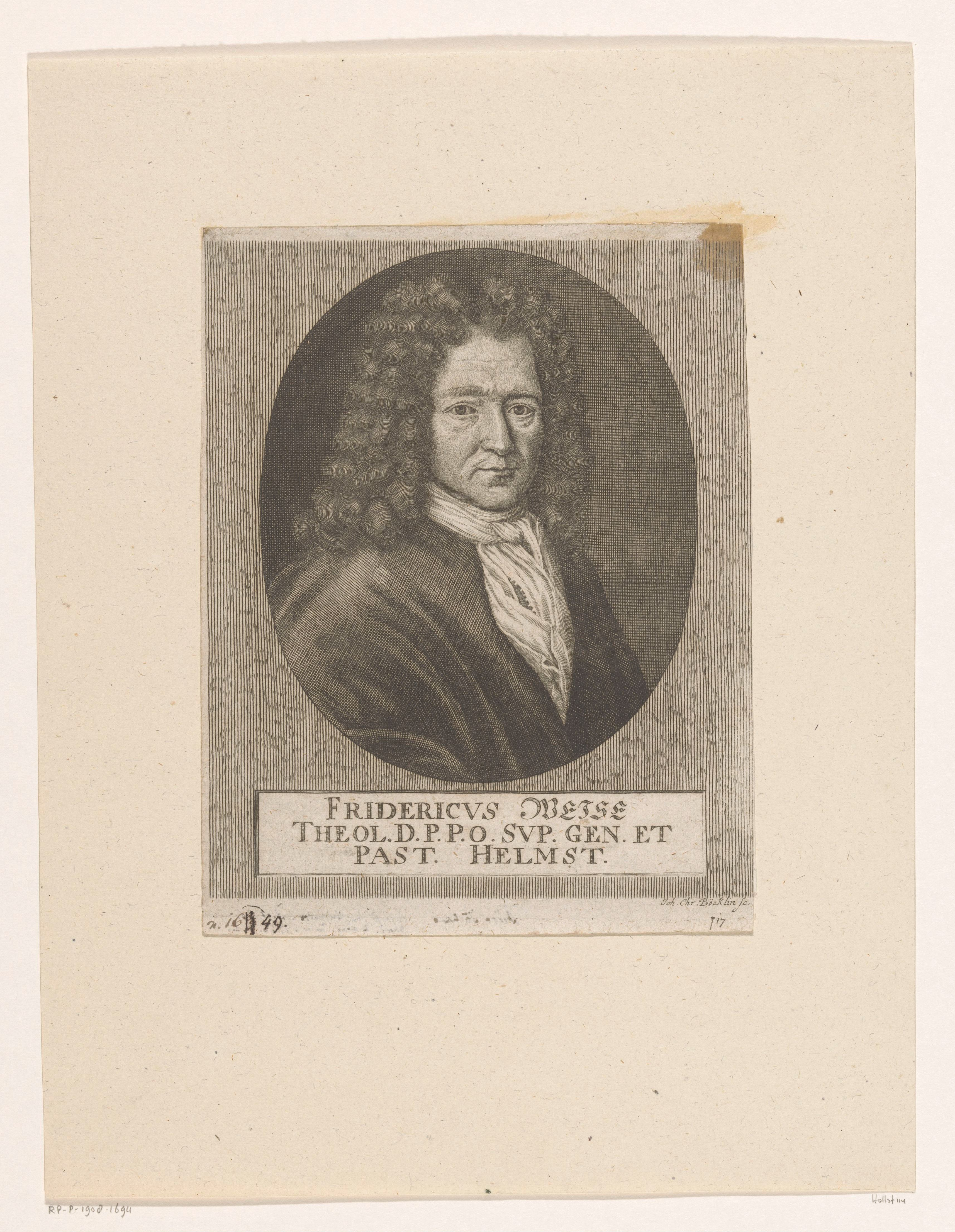
Friedrich Weise

Friedrich Weise der Ältere (* 20. Oktober 1649 in Camburg; † 30. September 1735 in Helmstedt) war ein deutscher Philosoph,  evangelischer Theologe, Pfarrer und Hochschullehrer.

## Leben
Weise wurde als Sohn des Steuereinnehmers Nicolaus Weise geboren. Er besuchte zunächst die Schule seiner Heimatstadt, bevor er 1670 an der Universität Jena immatrikuliert wurde. Er studierte zunächst Philosophie und erlangte in diesem Fach 1672 die Magisterwürde. Anschließend widmete er sich dem Studium der Theologie. 1673 wechselte er an die Universität Erfurt, an der er seine Studien fortsetzte. Außerdem besuchte er Kurse am Erfurter Jesuitenkolleg. Auch sammelte er in Erfurt seine erste Erfahrung als Lehrer.
Weise wurde 1680 Adjunkt der philosophischen Fakultät der Universität Jena. Nachdem man ihn 1682 in Leipzig ordiniert hatte, wurde er Prediger in Berga an der Elster und 1690 Domprediger am Naumburger Dom sowie Schulinspektor in Naumburg. 1695 folgte er einem Ruf als Oberhofprediger nach Quedlinburg, sah sich dort einigen Anfeindungen ausgesetzt und folgte deshalb 1697 einem weiteren Ruf nach Helmstedt. Dort wurde er zunächst am 15. Juni 1697 zum Dr. theol. promoviert. Dann erhielt er eine ordentliche Professur der Theologie an der Universität Helmstedt. Außerdem wurde er Stadtpfarrer bei St. Stephani, sowie Generalsuperintendent von Helmstedt und Ephorus der Stadtschule. Er erfreute sich in der Stadt großer Beliebtheit und blieb lange im Amt. Als seine Kräfte nachließen, wurde ihm Christoph Timotheus Seidel als Adjunkt zur Seite gestellt. Zudem beteiligte er sich auch an den organisatorischen Aufgaben der Hochschule und war in den Sommersemestern 1710, 1720, 1726, 1730 Prorektor der Helmstedter Juliana.
Weise erlitt 1732 einen Schlagfluss und war in der Folgezeit bis zu seinem Tod stark eingeschränkt.

## Werke (Auswahl)
- Heros Discursu, Müller, Gera 1685.
- Placida Disqvisitio De Signis Extremi Ivdicii Vti Remotis Ita Proximis, 1718.